# (5273) Peilisheng
(5273) Peilisheng es un asteroide perteneciente al cinturón de asteroides, descubierto el 16 de febrero de 1982 por el equipo del Observatorio de la Montaña Púrpura desde la Estación Xinglong, Hebei, China.

## Designación y nombre
Designado provisionalmente como 1982 DQ6. Fue nombrado Peilisheng en honor a Pei Lisheng, líder chino en ciencia y tecnología, hizo una gran contribución a los proyectos relacionados con la ciencia satelital y la oceanografía.

## Características orbitales
Peilisheng está situado a una distancia media del Sol de 2,310 ua, pudiendo alejarse hasta 2,510 ua y acercarse hasta 2,110 ua. Su excentricidad es 0,086 y la inclinación orbital 6,298 grados. Emplea 1282,71 días en completar una órbita alrededor del Sol.

## Características físicas
La magnitud absoluta de Peilisheng es 14. Tiene 4,486 km de diámetro y su albedo se estima en 0,221.